# Henriette (Sallgast)

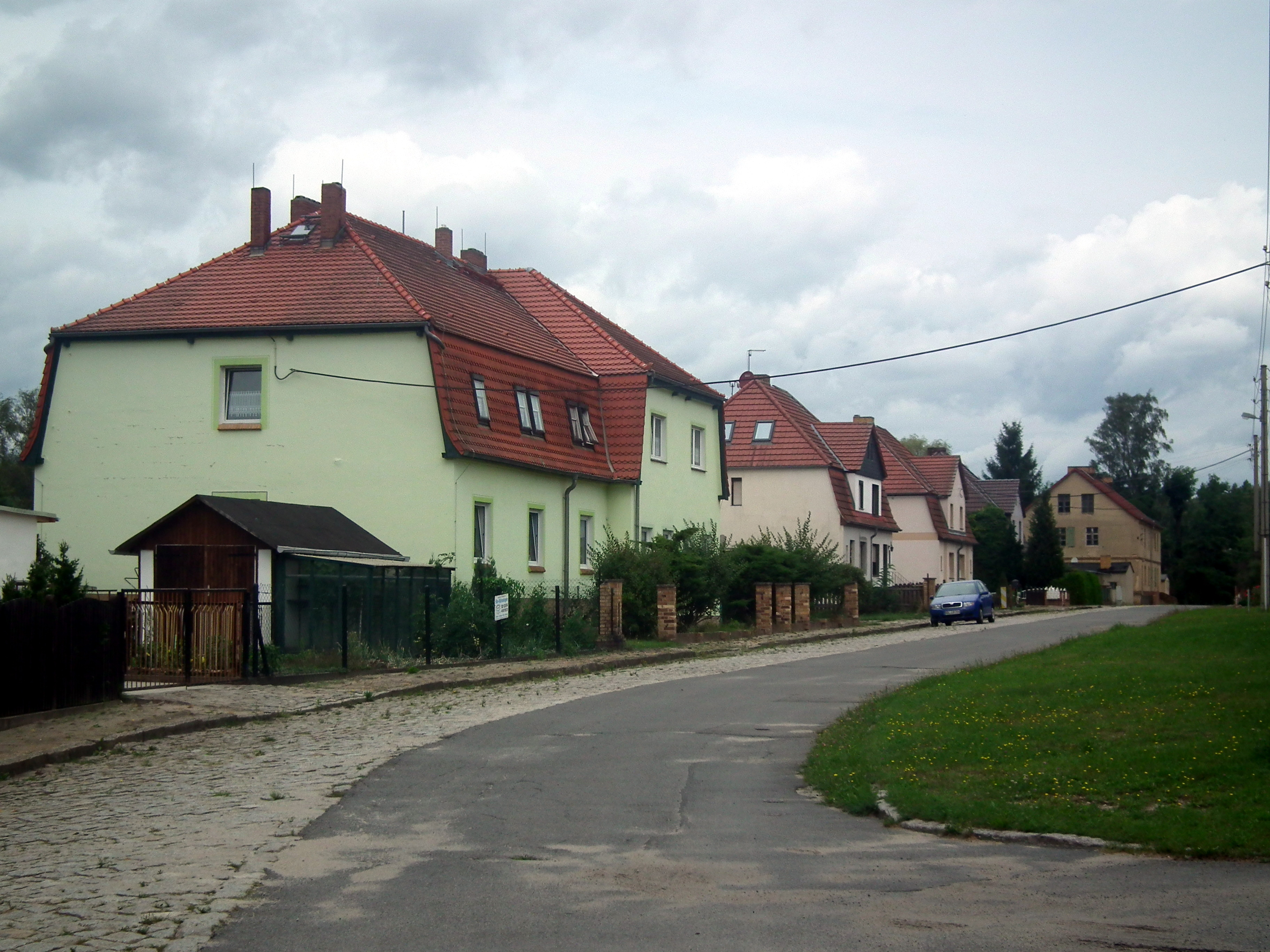
Henriette

Henriette ist ein Gemeindeteil der brandenburgischen Gemeinde Sallgast. Er zählt etwa 130 Einwohner.
Der Ort liegt südöstlich des Dorfes Sallgast in einem Waldgebiet nordwestlich von Annahütte. Er entstand um 1900 unter dem Namen „Kolonie Henriette“ als Bergarbeitersiedlung für den Kohletagebau „Bismarck II“. Seinen Namen erhielt er von der in unmittelbarer Nähe gelegenen, um 1880 in Betrieb genommenen Brikettfabrik „Henriette“.
Nach der Schließung der Kohlegrube im Jahr 1932 war der Betrieb der Brikettfabrik nicht mehr rentabel. Die Anlagen wurden 1938 gesprengt.